# The Vue
The Vue o The Vue Charlotte es un rascacielos de 206 m de altura situado en Charlotte, Carolina del Norte. Fue completado en 2010 y tiene 50 plantas. El centro de ventas de The Vue se sitúa en la planta inferior de 101 Independence Center en la esquina de las calles Trade y Tryon.
The Vue es uno de los edificios residenciales más altos del estado y del Sureste de Estados Unidos. Las residencias oscilan de estudios a áticos, todas con cristal del suelo al techo y balcones privados. The Vue incluirá una cubierta de amenidades de 35 000 ft² (3300 m²) de superficie con una piscina olímpica junior caldeada, pistas de tenis y deportes, parque de mascotas, y un patio ajardinado con asadores. Otras instalaciones incluyen un portero 24 horas, conserje, centro de negocios, y sala de recreaciones. La situación de la tecnología incluye acceso biométrico de huellas dactilares y Wi-Fi por todo el edificio.
The Vue está situado en el histórico barrio residencial Fourth Ward de Uptown Charlotte. Varios edificios locales están en el Registro Nacional Histórico. Otros proyectos importantes en construcción en Fourth Ward incluyen un complejo condominio–sala de conciertos llamado North Carolina Music Factory y el propuesto Citadin.
El promotor de The Vue, MCL Companies, tiene 30 años de experiencia construyendo comunidades lujosas en Chicago, Boston, Nueva York, Miami y Las Vegas. Proyectos actuales también incluyen Four Seasons en Denver.

## Historia

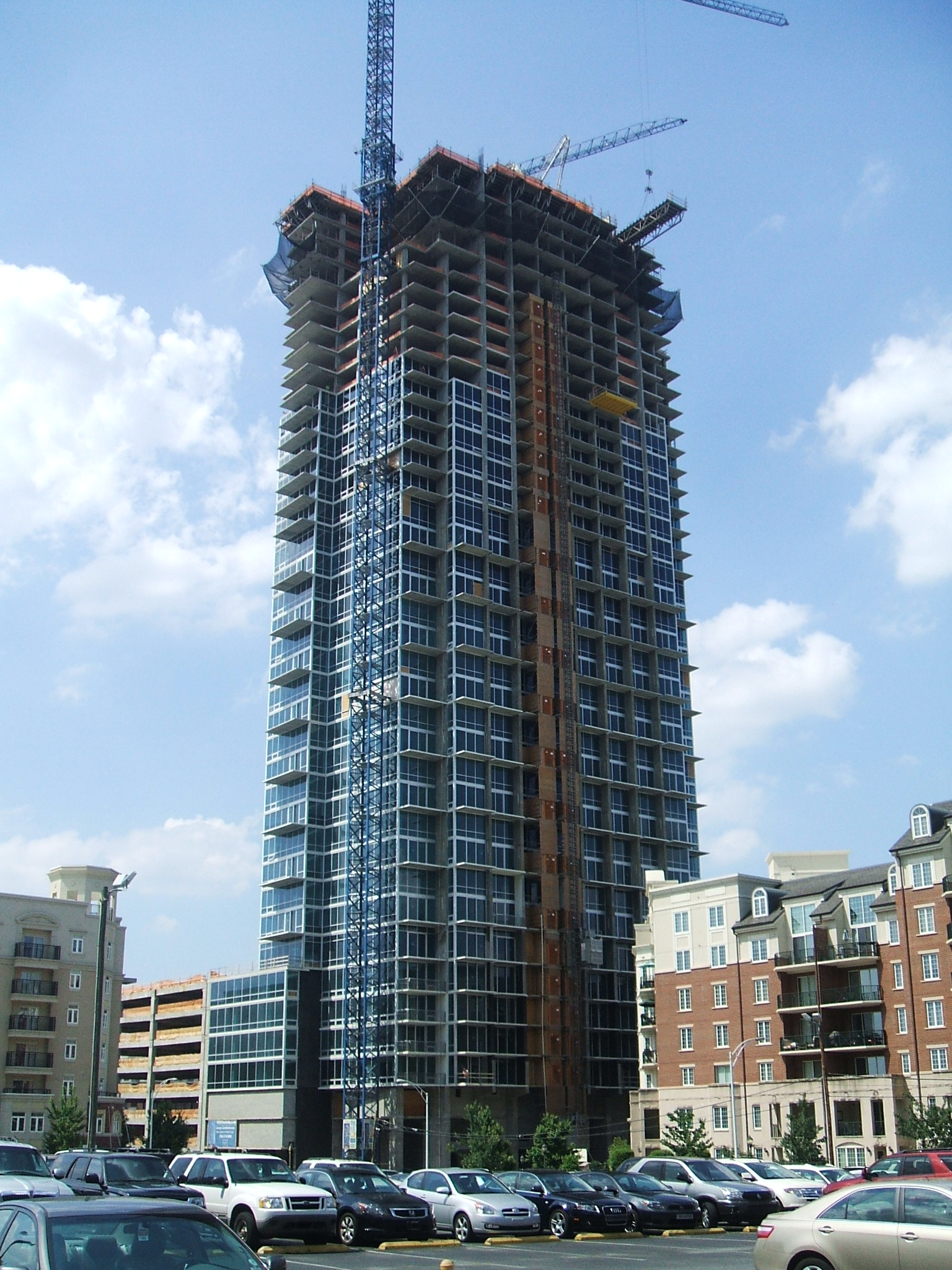
Foto tomada en junio de 2009

MCL Cos. de Chicago asumió el proyecto en verano de 2007, cuando el Registro de Escrituras del Condado de Mecklenburg dijo que la compañía recibió un préstamo de construcción de $195 millones.
El 1 de septiembre de 2009, el contratista general R. J. Griffin & Co. dijo que no había sido pagado desde el 30 de junio. Al edificio le quedaban seis plantas para ser coronado.
La construcción fue detenida con los prestamistas preocupados por el descenso en las ventas de bienes inmuebles. Griffin anunció a principios de octubre que, después de cinco semanas, el trabajo volvería a empezar. Dan McLean, CEO de MCL, dijo que después de negociación con prestamistas, The Vue tendría hasta finales de 2012 para vender todas las 409 unidades. Aproximadamente la mitad ya estaban vendidas en octubre de 2009.
Al contrario que otros proyecyos residenciales, McLean sijo que The Vue no alquilaría. También dijo que las ventas repuntarían probablemente en 2011. Michael Smith de Charlotte Center City Partners creía que la demanda aumentaría después de que la desaceleración económica causara un descenso en el número de nuevos proyectos.
El 16 de septiembre de 2010, el primer residente cerró en una unidad, y otros residentes pudieron empezar a trasladarse el siguiente fin de semana. Dan McLean de MCL dijo a finales de octubre que entre un 55 y un 60 por ciento de las unidades se habían vendido, una cifra disputada por documentos judiciales. Sin embargo, por una evaluación más baja de los precios, algunos compradores no pudieron conseguir financiación y pudieron acabar retirándose de tratos hechos tanto como cuatro años antes.